# Registreringsskyltar i Serbien

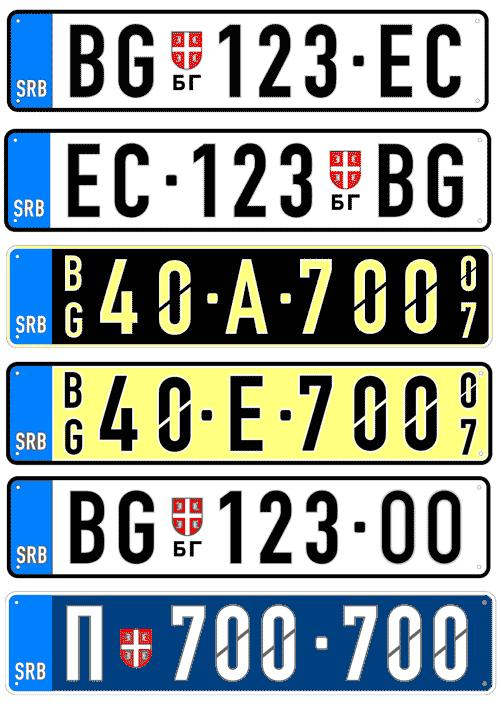
De nya serbiska registreringsskyltarna som blev giltiga 2011-01-01

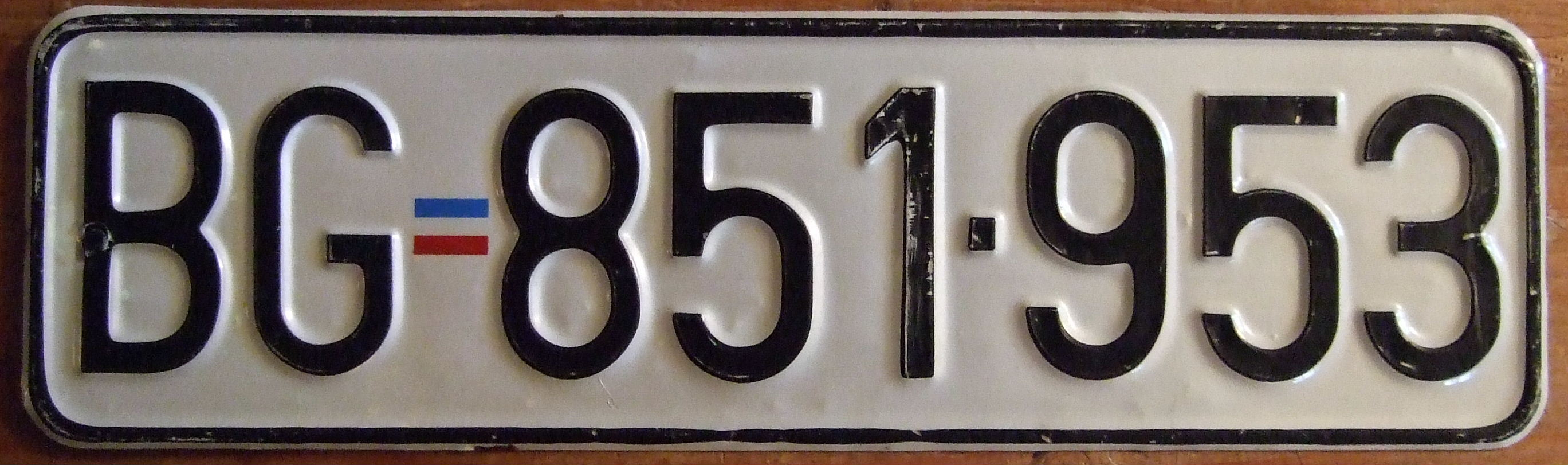
De gamla serbiska registreringsskyltarna som var giltiga fram till 2010-12-31

Registreringsskyltar i Serbien har vit botten och svarta tecken och börjar med två bokstäver, som kännetecknar vilken stad/kommun fordonet kommer ifrån.
År 2008 infördes nya skyltar med stadskod, sedan tre siffror och två bokstäver. Dessa bokstäver är latinska. De har ett blått fält med SRB utan symbol till vänster, och Serbiens lilla riksvapen efter kommunkoden. Under vapnet står kommunkoden med små kyrilliska bokstäver. Släpfordon har de tre fälten och vapnet i omvänd ordning. Polisen har skyltar med den kyrilliska bokstaven П och sex siffror.